# Землетрус в Юйшу (2010)
14 квітня 2010 року в Китаї, в Юйшу-Тибетській автономній префектурі провінції Цинхай, стався землетрус магнітудою 6,9.
Загинуло 2220 людей
Поранених понад 12 000, з них майже 1500 отримали важкі травми. Пропали безвісти: 195 осіб У повіті Юйшу Юйшу-Тибетської автономної префектури зруйновано близько 90 % будівель.
Епіцентр знаходився на глибині 33 км у повіті Юйшу.